# Comuna Kasepää
Kasepää este o comună din Comitatul Jõgeva, Estonia.
Comuna cuprinde 8 sate.
Reședința comunei este satul Raja.

## Localități componente

### Sate
- Kaasiku
- Kasepää
- Kükita
- Metsaküla
- Nõmme
- Omedu
- Raja
- Tiheda